# Tour de Guam
Le Tour de Guam (en anglais : Tour of Guam) est une course cycliste disputée sur l'île de Guam, au mois de décembre. Créée en 2010, elle également organisée dans le cadre des championnats nationaux de Guam. 
L’épreuve est ouverte aux hommes et aux femmes. 

## Palmarès

### Hommes
| Année | Vainqueur             | Deuxième              | Troisième         |
| ----- | --------------------- | --------------------- | ----------------- |
| 2010  | Jazy Garcia (en)      | Ben Ferguson          | Derek Horton (en) |
| 2011  | Malcolm Rudolph       | Kyle Bateson          | Chris Peariso     |
| 2012  | Peter Lombard II (en) | Derek Horton (en)     | Cameron O'Neal    |
| 2013  | Ka On Cho             | Yoshiaki Misawa       | Jon Martin        |
| 2014  | Peter Lombard II (en) | Ka On Cho             | Patrick Camacho   |
| 2015  | Seo Joon-yong         | Peter Lombard II (en) | Patrick Camacho   |
| 2016  | Mark Galedo           | Jamie Sternadel       | Patrick Camacho   |
| 2017  | Mark Galedo           | Jake Jones            | Jon Martin        |
| 2018  | Mark Galedo           | Dan Aponik            | Jake Gimoto       |
| 2019  | Mark Galedo           | Edgar Nohales         | Lim Keon-yeob     |
| 2020  | Annulé                |                       |                   |
| 2021  | Ryan Matienzo         | Jon Martin            | Dan Aponik        |
| 2022  | Yoon He-on            | Kahiri Endeler        | Niels Verdijck    |
| 2023  | Yun Jae-bin           | Mark Galedo           | Siméon Green      |
| 2024  | Mark Galedo           | Takahiro Nagayama     | Yun Jae-bin       |

### Femmes
| Année | Vainqueur       | Deuxième       | Troisième          |
| ----- | --------------- | -------------- | ------------------ |
| 2010  | Chiyo Lombard   | Pamela Hwang   | Mylene Garcia      |
| 2011  | Mieko Carey     | Lee Ji-hyun    | Michelle Peariso   |
| 2012  | Mieko Carey     | Lee Ji-hyun    | Lenore Pipes (en)  |
| 2013  | Mieko Carey     |                |                    |
| 2014  | Mieko Carey     | Manami Iijima  | Kelly Dawes        |
| 2015  | Mieko Carey     | Manami Iijima  | Sarah Huber        |
| 2016  | Manami Iijima   | Mieko Carey    | Rachel Martin      |
| 2017  | Laura Nadeau    | Yasue Nakahara | Tiffany Blair      |
| 2018  | Laura Nadeau    | Mieko Carey    | Tiffany Blair      |
| 2019  | Laura Nadeau    | Kylie Adair    | Livia Hanesova     |
| 2020  | Annulé          |                |                    |
| 2021  | Mieko Carey     | Joyce Calma    | Leilani Chargualaf |
| 2022  | Céline Hirzel   | Mieko Carey    | Sandrine Frogier   |
| 2023  | Park Seon-young | Robyn Spaeth   | Mieko Carey        |
| 2024  | Manami Iijima   | Cho Seong-yeon | Park Mi-hee        |